# Slack Technologies
Slack Technologies, Inc.（最初叫Tiny Speck），是一家于2009年在加拿大温哥华创立的软件公司，总部位于美国旧金山。主要业务是提供企业项目合作平台，其软件提供诸如聊天、文件共享、搜索等服务。除了旧金山总部，公司还在都柏林、温哥华、纽约、多伦多、伦敦、东京、奥斯陆、巴黎、香港、墨尔本拥有分支机构。
2020年12月1日，赛富时宣布以277億美元收購Slack Technologies。收購於2021年7月21日完成。